# Bangsal (Bangsal)
Bangsal is een bestuurslaag in het regentschap Mojokerto van de provincie Oost-Java, Indonesië. Bangsal telt 3302 inwoners (volkstelling 2010).